# Acanthaspidia namibia
Acanthaspidia namibia là một loài chân đều trong họ Acanthaspidiidae. Loài này được Brandt miêu tả khoa học năm 2001.